# الاتحاد الدفاعي الإسكندنافي

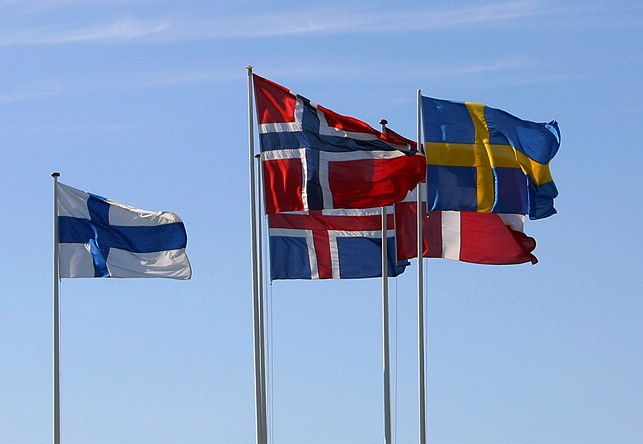
أعلام دول الشمال

كان الاتحاد الدفاعي الإسكندنافي خطة فاشلة لإقامة تحالف عسكري بين السويد والنرويج وفنلندا والدنمارك بعد نهاية الحرب العالمية الثانية. خاضت فنلندا حربين ضد الاتحاد السوفيتي، واحتلت ألمانيا النازية الدنمارك والنرويج في الفترة من عام 1940 إلى عام 1945، وما تزال السويد، التي كانت دولة محايدة طوال الحرب، تشعر بآثارها على أي من الجانبين. واتفقت الحكومات الأربع على أن التكامل في مجال الدفاع ضروري، على الرغم من أن الترتيبات المحددة وطبيعة الاتحاد الدفاعي ستخضع لمفاوضات لاحقة.

## المواقف الوطنية والاستراتيجيات المختارة

### فنلندا
خاضت فنلندا حربين، حرب الشتاء وحرب الاستمرار ضد الاتحاد السوفيتي؛ وأيضًا حربًا واحدة بسيطة وهي حرب لابي، ضد ألمانيا النازية. قبل هذه الحروب كانت فنلندا على علاقات وثيقة مع الدول الإسكندنافية. وبعد حرب الاستمرار حين أرغم الاتحاد السوفيتي فنلندا على طلب السلام ولكن فشل في تحقيق هدفه المتمثل في غزو البلاد وضمها (على نحو أشبه بدول البلطيق)، أصبحت فنلندا محايدة واحتفظت بحكومة ديمقراطية واقتصاد السوق. ولكن نظرًا إلى أن البلد تشترك في حدود 1300 كيلومتر مع الاتحاد السوفيتي، لا يمكن تجاهل موقف الاتحاد السوفيتي في السياسة الفنلندية. وفيما يتعلق بعضوية فنلندا في الاتحاد الدفاعي الاسكندنافي، أجريت مناقشات بعيدة المدى على مستوى الدول مع البلدان المرشحة الأخرى. انتهت هذه المناقشات بشكل مفاجئ، عندما قدمت السويد شرطًا محددًا، إذ يجب الحصول على موافقة الاتحاد السوفيتي إذا انضمت فنلندا. كانت الرد السوفيتي سلبيًّا تمامًا، وظلت فنلندا محايدة. وفي عام 1948، وقعت فنلندا على معاهدة القوة الجوية مع الاتحاد السوفيتي، ووفقًا لوجهة النظر السوفيتية، يحظر هذا الاتفاق انضمام فنلندا إلى أي تحالفات يمكن أن تعتبرها ذات طابع عسكري، حتى في تلك التي أنشئت لأسباب دفاعية.

### الدنمارك وآيسلندا
أظهرت كل من الدنمارك وآيسلندا تفضيلًا واضحًا للانضمام إلى اتحاد الدفاع الاسكندنافي على حلف شمال الأطلسي. وفقًا لاستعراض في 2018، كانت الأسباب التي جعلت الدنماركيين يفضلون التحالف العسكري الاسكندنافي على حلف شمال الأطلسي هي "الإيديولوجية (القومية الاسكندنافية)، والوضع السياسي الداخلي، والإيمان القوي بالقوة العسكرية السويدية، وخصوصًا في ضوء السياسات المختلفة لدول الشمال الثلاث، والدروس المختلفة المستقاة من الحرب العالمية الثانية.

### النرويج والدنمارك
نوقش الاتحاد المقترح من لجنة اسكندنافية مشتركة خلال شتاء 1948-1949، لكن، أثبتت توترات الحرب الباردة بين الولايات المتحدة والاتحاد السوفيتي، والتحضيرات لحلف غربي من شأنه أن يؤدي إلى حلف شمال الأطلسي أثبتت أن الجهود باطلة. وعندما بات من المعروف أن التحالف الغربي لن يكون قادرًا على تزويد الدول الاسكندنافية بالأسلحة قبل تلبية احتياجاتها الملحة، أثبتت هذه القضية في نهاية المطاف نقطة التحول بالنسبة للنرويج التي استقالت من المحادثات. وما زالت الدنمارك على استعداد للدخول في تحالف مع السويد، بيد أن السويديين لم يروا سوى مزايا قليلة من ذلك وفشل الاقتراح. وفي وقت لاحق أصبحت النرويج والدنمارك طرفين موقعين على معاهدة شمال الأطلسي وأعضاء في حلف شمال الأطلسي.

### السويد
اختارت السويد عدم الانضمام إلى الناتو بالرغم من المناقشات الحامية حول هذه القضية. وكان هربرت تينجستن، رئيس تحرير صحيفة جينز نيهيتر، وهي أكبر الصحف في السويد، من أقوى المؤيدين، فاستغل المقالات الافتتاحية للتساؤل عن انضمام السويد. وجد معارضًا كبيرًا وهو وزير الخارجية في ذلك الوقت أوستن أوندين، الذي زعم أن السويد لا بد أن تظل غير منحازة وأن تظل محايدة في حالة الحرب. لم يكن موقف السويد كعضو في العالم الغربي موضع شك، ولكنها لم تتمكن -استنادًا إلى الخيارات التي اتخذتها بشأن السياسة الخارجية- من الانضمام إلى التحالف العسكري الغربي.

## التطورات اللاحقة

### مجموعة دول الشمال
رغم أن هذه المجموعة ليست اتحادًا دفاعيًا، فإنها وحدة عسكرية متعددة الجنسيات. وهي واحدة من ثماني عشرة مجموعة قتالية تابعة للاتحاد الأوروبي تدعم أهداف الاتحاد الأوروبي الدفاعية والأمنية. وتتألف من حوالي 2500 جنديّ من السويد وفنلندا والنرويج وأيرلندا وإستونيا ولاتفيا وليتوانيا.